# Liste der Franziskanerklöster
Die Liste enthält ehemalige und bestehende Klöster des Franziskanerordens (ordo fratrum minorum „Orden der Minderbrüder“), hauptsächlich in Europa. Bis zur Teilung des Ordens 1517 sind alle Klöster aufgenommen, ab 1517 nur die Klöster der Franziskaner-Observanten (OFM).
Die Klöster der Konventualen (OFMConv) finden sich unter Liste der Minoritenklöster, die Klöster der 1528 gegründeten Kapuziner unter Liste von Kapuzinerklöstern.

## Belgien
- Minoritenkloster Brüssel (1238–1796)
- Kloster Garnstock in Baelen bei Eupen (bis 1977), südbrasilianische Provinz von der Unbefleckten Empfängnis
- Kloster Maria Hilfe der Christen in Moresnet-Chapelle (1875–2006, gehörte bis 1929 zur Sächsischen und dann zur Kölnischen Ordensprovinz, heute Niederlassung der Gemeinschaft der gekreuzigten und auferstandenen Liebe)

## Dänemark
- Ålborg (1250)
- Horsens (1261)
- Kalundborg (1239)
- Kobenhavn (1238)
- Køge (1484)
- Kolding (1288)
- Næstved (1240)
- Nyköbing (Falster) (1419)
- Nysted (1286)
- Odense (1279)
- Randers (1236)
- Ripen/Ribe (1232)
- Roskilde (1237)
- Svendborg (1236)
- Tondern (1238)
- Viborg (1235)

## Estland
- Tartu (Dorpat, ca. 1466/1472–1525)
- Viljandi (Fellin, ca. 1466/1472–1558)

## Finnland
- Kökar (Mitte des 14. Jahrhunderts)
- Rauma (vor 1449)

## Frankreich
In Frankreich werden die Franziskaner auch Cordeliers genannt.
- Couvent des Cordeliers de la Baumette in Angers
- Couvent des Cordeliers in Blois (1233 gegründet, 1786 aufgehoben)
- Rekollektenkloster Bonnieux
- Couvent des Cordeliers in Cahors
- Couvent des Cordeliers in Chartres
- Couvent des Cordeliers in Châteauroux
- Couvent des Cordeliers in Étampes (vor 1240 gegründet, 1567 von Hugenotten niedergebrannt)
- Couvent des Cordeliers in Forcalquier
- Couvent des Cordeliers (Les Thons)
- Kloster der Rekollekten in Metz
- Couvent des Cordeliers in Mirande
- Couvent des Cordeliers in Morlaàs
- Couvent des Cordeliers in Nancy
- Couvent des Cordeliers (Paris)
- Couvent des Cordeliers in Saint-Émilion
- Kloster Saint-François bei Sainte-Lucie-de-Tallano, Korsika
- Couvent des Cordeliers in Saint-Nivier-sous-Charlieu
- Couvent des Cordeliers in Sarrebourg
- Couvent des Cordeliers de Champaigue in Souvigny
- Couvent des Cordeliers in Valréas

## Irland
- Franziskanerkloster Castledermot, (County Kildare, vor 1247–1540, aufgehoben)
- Kloster Claregalway (County Galway, 1252–~1570, aufgehoben)
- Kloster Creevelea (County Leitrim, 1508–~1598, aufgehoben)
- Franziskanerkloster Kilkenny (County Kilkenny, 1232/1233–~1570, aufgehoben)
- Multyfarnham (County Westmeath, seit 1238)

## Israel
- Katharinenkirche an der Geburtskirche Bethlehem
- Salvatorkloster in Jerusalem

## Italien

### Südtirol
- Franziskanerkloster Bozen (seit 1237, seit 1514 Franziskanerobservanten)
- Franziskanerkloster Brixen (seit 1245)
- Franziskanerkloster Fossanova bei Privena, Latium (vorher Benediktiner (9. Jahrhundert–1135), Zisterzienser (1135–1810), Kartäuser (1825-Beginn 20. Jahrhundert))
- Franziskanerkloster Innichen (seit 1690, bestehend?)
- Franziskanerkloster Kaltern (seit 1639)

### Sonstiges Italien
- Collegium S. Bonaventurae (seit Oktober 1877), in Quaracchi (ad claras aquas) bei Florenz[1]
- Convento di Giaccherino, in Pistoia, Toscana

## Kroatien
Franziskanerprovinz Zagreb und Mittelkroatien des Heiligen Kyrill und Methodius
Die Provinz hat ihren Sitz in Zagreb und umfasst Klöster in Zagreb und Mittelkroatien.
- Kloster des Heiligen Antonius in Bjelovar
- Kloster des Heiligen Petrus in Cernik
- Kloster des Heiligen Antonius in Čakovec
- Kloster des Heiligen Nikolaus in Čakovec
- Kloster des Heiligen Antonius in Sisak (Čuntić)
- Kloster des Heiligen Nikolaus in Hrvatska Kostajnica
- Kloster des Heiligen Johannes Capistran in Ilok
- Kloster der Heiligen Jungfrau Mariä in Jastrebarsko
- Kloster der Heiligen Dreifaltigkeit in Karlovac
- Kloster Mariä Verkündigung in Klanjec
- Kloster Mariä Himmelfahrt in Kloštar Ivanić
- Kloster des Heiligen Antonius in Koprivnica
- Kloster der Heiligen Katharina in Krapina
- Kloster des Heiligen Antonius in Našice
- Kloster der Heiligen Familie in Osijek
- Kloster des Heiligen Kreuzes in Osijek
- Kloster Mariä Heimsuchung in Pazin
- Kloster des Heiligen Geistes in Požega
- Kloster des Heiligen Franziskus in Rovinj
- Kloster Mariä Himmelfahrt in Samobor
- Kloster der Heiligen Dreifaltigkeit in Slavonski Brod
- Kloster des Heiligen Johannes des Täufers in Varaždin
- Kloster des Heiligen Rochus in Virovitica
- Kloster des Heiligen Josef in Vukovar
- Kloster des Heiligen Philippus und Jakobus in Vukovar
- Kloster des Heiligen Leopold Mandić in Zagreb (Dubrava)
- Kloster des Heiligen Franziskus in Zagreb (Kaptol)
- Kloster vom Kostbaren Blut in Zagreb (Kozari Bok)
- Kloster des Heiligen Kreuzes in Zagreb (Siget)

Franziskanerprovinz Dalmatien und Istrien des Heiligen Hieronymus
Die Provinz hat ihren Sitz in Zadar und umfasst Klöster in Dalmatien und Istrien.
- Kloster Mariä Himmelfahrt auf der Insel Badija (Korčula)
- Kloster Unserer Lieben Frau vom Schnee in Cavtat
- Kloster des Heiligen Antonius in Crikvenica
- Kloster der Minderbrüder in Dubrovnik
- Kloster Unserer Lieben Frau der Barmherzigkeit in Hvar
- Kloster des Heiligen Nikolaus in Kampor (Rab)
- Kloster Mariä Verkündigung auf der Insel Košljun (Krk)
- Kloster der Heiligen Klara in Kotor
- Kloster des Heiligen Dominikus in Kraj (Pašman)
- Kloster des Heiligen Kreuzes in Krapanj
- Kloster des Heiligen Kreuzes in Krapanj (Brodarica)
- Kloster Unserer Lieben Frau von Loreto in Kuna Pelješka (Orebić)
- Kloster Mariä Geburt auf der Insel Lopud (Dubrovnik)
- Kloster des Heiligen Franziskus in Nerezine
- Kloster Unserer Lieben Frau von den Engeln in Orebić
- Kloster Mariä Heimsuchung in Pazin
- Kloster des Heiligen Blasius in Pridvorje (Konavle)
- Kloster des Heiligen Antonius in Pula
- Kloster Unserer Lieben Frau der Barmherzigkeit in Pula (Šijana)
- Kloster des Heiligen Nikolaus in Rijeka
- Kloster des Heiligen Franziskus in Rovinj
- Kloster Mariä Heimsuchung in Rožat (Dubrovnik)
- Kloster des Heiligen Antonius in Split
- Kloster Mariä Himmelfahrt in Trogir
- Kloster des Heiligen Franziskus in Zadar
- Herz-Jesu-Kloster in Zadar (Voštarnica)

Franziskanerprovinz Süddalmatien und Herzegowina des Heiligen Erlösers
Die Provinz hat ihren Sitz in Split und umfasst Klöster in Süddalmatien und Teilen von Herzegowina.
- Kloster des Heiligen Franziskus in Imotski
- Kloster der Heiligen Jungfrau Mariä in Karin
- Kloster des Heiligen Antonius in Knin
- Kloster der Heiligen Jungfrau Mariä in Makarska
- Kloster Unserer Lieben Frau vom Berge Karmel in Omiš
- Kloster Unserer Lieben Frau von der Wundertätigen Medaille in Sinj
- Kloster Unserer Lieben Frau der Gesundheit in Split (Dobri)
- Kloster des Seligen Ante Antić in Split (Trstenik)
- Kloster des Heiligen Antonius in Šibenik (Subićevac)
- Kloster des Heiligen Laurentius in Šibenik
- Kloster des Heiligen Martin in Sumartin
- Kloster Unserer Lieben Frau von den Engeln auf der Insel Visovac (Nationalpark Krka)
- Kloster Unserer Lieben Frau von Lourdes in Zagreb
- Kloster der Heiligen Jungfrau Mariä in Zaostrog
- Kloster des Heiligen Kreuzes in Živogošće

## Lettland
- Franziskanerkloster Lemsal (Limbaži, 1466–vor 1560)
- Franziskanerkloster Riga (bald nach 1230–Ostern 1524)

## Mexiko
- ehemaliger Konvent San Miguel von Huejotzingo; gegründet 1524–25, gilt als erstes Franziskanerkloster in Amerika.
- Konvent San Gabriel, Cholula, gegründet vor 1529

## Niederlande
- Kolleg St. Bonaventura in Exaten (1927–1967 Kölnische Franziskanerprovinz, vorher Jesuiten)
- Kolleg St. Ludwig in Vlodrop (1909–1979, Sächsische Franziskanerprovinz, vorher seit 1876 in Watersleyde, seit 1882 in Harreveld)

## Norwegen
- Bergen (ca. 1240)
- Oslo (vor 1290)
- Tønsberg (vor 1236)

## Österreich
- Franziskaner-Hospiz Bad Gleichenberg (1888–2010)
- Franziskanerkloster Baumgartenberg (1889–2008, vorher Zisterzienser (1141–1792), Jesuiten (1852–1865), Schwestern vom Guten Hirten (seit 1865))
- Eisenstadt
- Franziskanerkloster Enns (seit 1859, vorher 1280–1551, 1644–1784 Minoriten)
- Franziskanerkloster Frauenkirchen
- Franziskanerkloster Graz
- Franziskanerkloster Güssing
- Franziskanerkloster Hall in Tirol
- Franziskanerkloster Innsbruck
- Franziskanerkloster Lienz
- Franziskanerkloster Maria Enzersdorf
- Franziskanerkloster Pupping
- Franziskanerkloster Reutte
- Franziskanerkloster Salzburg
- Franziskanerkloster Schwaz
- Franziskanerkloster St. Anton im Pinzgau
- Franziskanerkloster Telfs
- Franziskanerkloster Villach

## Polen
In Polen werden die Franziskaner auch Bernardyni (Bernhardiner) genannt.
- Annaberg (Góra Świętej Anny) (seit 1656, mit Unterbrechungen)
- Arnswalde (Choszczno) (vor 1338 bis 1540/50)
- Minoritenkloster Beuthen (1258–ca. 1560 Franziskaner, 1605–1810 Minoriten)
- Breslau, St. Vinzenz (um 1236–1534, 1679–1810)
- Breslau, St. Aegidii (24. Mai 1888– ?)[5]
- Breslau-Carlowitz (1897/97– ?)
- Franziskanerkloster Brieg (Brzeg) (Gründungszeit unbekannt, 1285 Existenz bezeugt, war 1527 verlassen)
- Minoritenkloster Cosel (Koźle) (1431–ca. 1530 Franziskaner-Observanten, 1629–1810 Minoriten)
- Franziskanerkloster Danzig (ca. 1375–ca. 1537)
- Franziskanerkloster Dramburg (Drawsko Pomorskie) (vor 1375–1538)
- Glatz
- Franziskanerkloster Glogau (1250–1525/1454–1810)
- Franziskanerkloster Goldberg (Złotoryja) (um 1240 (?1232)–1526/30, 1704–1810)
- Greifenberg (Gryfice)
- Franziskanerkloster Guhrau (Góra) (1457 bis um 1530)
- Franziskanerkloster Jauer (Jawor) (1488 bis 1556, 1639–1810)
- Franziskanerkloster Crossen (Crossen) an der Oder (Krosno Odrzańskie) (1272–um 1540)
- Franziskanerkloster Kulm (Chełmno) (1258–vor 1539, 1582–1811)
- Lauban (Lubań) (1273–1556)
- Leobschütz (1448–1523; 1676–1810, 1921–bestehend?)
- Minoritenkloster Liegnitz (Legnica) (vor 1284 bis um 1540, 1700–1810)
- Franziskanerkloster Liegnitz (Legnica) (1475 bis 1524)
- Minoritenkloster Löwenberg (Lwówek Śląski) (1248?/vor 1285–1543, später Minoriten)
- Minoritenkloster Loslau (Wodzisław Śląski) (1257?–Reformation, 1625–1810 Minoriten)
- Franziskanerkloster Münsterberg (Ziębice) (um 1307–1537)
- Franziskanerkloster Namslau (Namysłów) (vor 1285–1534, 1675–1810)
- Neisse (ca. 1257–1524?, seit 1900– ?)
- Franziskanerkloster Neuenburg an der Weichsel (Nowe, 1282 oder 1284–?, 1518 bestehend)
- Minoritenkloster Neumarkt (Środa Śląska, ca. 1270–ca. 1527, 1675–1812 Minoriten)
- Franziskanerkloster Oberglogau (Głogówek, 1264–ca. 1530 Franziskaner, 1629–1810 Minoriten, seit 1945 Franziskaner)
- Neustadt (Oberschlesien), St. Josef (1863–1875, 1887– ?, vorher Alkantariner)
- Kapellenberg bei Neustadt/OS (1868/69–1875, 1887–1945)
- Ratibor
- Franziskanerkloster Saalfeld (Ostpreußen) (1480–1527)
- Franziskanerkloster Sagan (Żagań) (vor 1272 bis um 1539, verlassen)
- Schweidnitz (1220 bis ?)
- Franziskanerkloster Stettin (1240–um 1527)
- Franziskanerkloster Strehlen (Strzelin) (vor 1307–1540)
- Franziskanerkloster Thorn (1241–1557, 1724–1821)
- Kloster Wartenburg (1364–1810)

## Rumänien
- Kloster Șumuleu Ciuc
- Kloster Sebeș (Noviziat der rumänischen Franziskanerprovinz)

## Russland
- Tilsit (Sowetsk (Kaliningrad)) (1515/16–1524)
- Wehlau (Snamensk (Kaliningrad)) (1349–1524)

## Schweiz
- Franziskanerkloster Mariaburg in Näfels
- Franziskanerkloster Freiburg (ab 1517 Minoriten)
- Franziskanerkloster Luzern
- Kloster Werd (bei Stein am Rhein)
- Barfüsserkloster Basel (1231–1529)
- Barfüsserkloster Zürich (~1238–1524)

## Serbien
- Franziskanerkloster zum hl. Johannes dem Täufer in Belgrad-Zemun

## Slowakei
- Franziskanerkloster Bratislava

## Slowenien
- Kloster Sveta Trojica v Slovenskih goricah, auf Deutsch: Heilige Dreifaltigkeit in den Windischen Büheln, in der gleichnamigen Gemeinde Sveta Trojica v Slovenskih goricah in der Region Štajerska gelegen, 1665 als Augustinerkloster gegründet, seit 1887 von den Franziskanern (OFM) betreut

## Spanien
- Real Monasterio de Nuestra Señora de Guadalupe (seit 19??, davor 1389–1835 Hieronymiten)
- Kloster Santo Toribio de Liébana

## Syrien
- Franziskanerkloster Damaskus

## Tschechien
- Bechyně (Bechin) (1284 - 1420er-Jahre, 1480er-Jahre - ?)
- Franziskanerkloster Eger (heute Cheb) (vor 1247-1951)
- Jemnice (Jamnitz) (1451–55 auf Veranlassung des Hussitenmissionars Johannes Capistranus erbaut)
- Troppau (1450 bis 1797?)

## Zypern
- Franziskanerkloster Famagusta (1571 untergegangen)